# Марина Памучар
Maрина Памучар (Београд, 18. март 1983) српска је балерина и кореограф, дугогодишња чланица балета и члан Уметничког савета Народног позоришта у Београду.

## Школовање
Завршила је музичку школу Станислав Бинички и средњу балетску школу Лујо Давичо 2000. године, и одмах након тога добила стални ангажман у Народном позоришту у Београду.

## Каријера
Играла је у следећим балетима Народног позоришта у Београду: Охридска легенда,  Ромео и Јулија, Др. Џекил и Мр. Хајд, Самсон и Далила, Франческа ди Римини, Фауст, Песник Чајковски, Посвећење пролећа, Жар птица, "Кавез", "Копелија", "Лабудово језеро",  "Дон Кихот", "Жизела", "Успавана лепотица",  "Ко то тамо пева",  "Краљица Марго",  "Нечиста Крв" ,  "Бајадера" , "Дама са камелијама" , "Слика Доријана Греја", ""Евгеније Оњегин", " Корсар", "Бановић Страхиња","Триптих", као и у операма Народног позоришта у Београду: "Аида", "Адријана Лекуврер", "Хасанагиница", "Евгеније Оњегин", "Коштана", "Ин хок сигно", "Дон Карлос", "Риголето".
Остварила је мноштво соло улога у сл. балетима:
"Лабудово језеро",
"Успавана лепотица",
"Жизела",
"Дон Кихот",
"Koрсар",
"Самсон и Далила",
"Нечиста крв",
"Ромео и Јулија",
"Кавез".
Такође, наступала је и у позоришту Опера и театар Мадленијанум, у представама Волфганг Амаде и Северна бајка.
Учествовала је и у неколико представа независне продукције, од којих је најзапаженија Магија заветног дрвета.
Глумила је у неколико реклама, музичких и ТВ спотова, између осталих и у спотовима светски познатог бенда Камелот, као и у спотовима групе "Дуо модерато".
Била је кореограф и солиста корео-музичког перформанса "Plaisir d'amour", у оквиру програма отварања Октобарског салона 2016. године.
Учествовала је два пута на Фестивалу кореографских минијатура, са својим кореографијама.
Оснивач је Уметничког студија Артионица, а такође је била оснивач и члан Управног одбора удружења Културни елемент.
Члан је Уметничког савета балета Народног позоришта у Београду.
Држала је  Мастер класове  балета у земљи и иностранству. Од тога у немачком граду Баунатал у приватној балетској школи Ане Рудолф више пута. 
Ради и као педагог са школском децом која похађају Балетску школу.